# Mike Mutyaba
Mike Mutyaba (Kampala, 23 marzo 1991) è un calciatore ugandese, centrocampista del Vipers.